# باول باترسون (عالم أعصاب)
باول باترسون (بالإنجليزية: Paul Patterson)‏ هو عالم أعصاب أمريكي، ولد في 22 أكتوبر 1943 في شيكاغو في الولايات المتحدة، وتوفي في 25 يونيو 2014 في ألتادينا في الولايات المتحدة.